# Gianni Togni

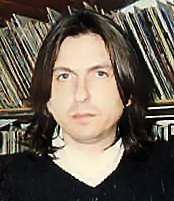
Gianni Togni

Gianni Togni (* 24. Juli 1956 in Rom) ist ein italienischer Musiker. Er wurde 1980 durch den Nummer-eins-Hit Luna bekannt.

## Karriere
Togni brachte sich selbst Gitarre und Klavier bei und sammelte nach dem Zusammentreffen mit dem Liedtexter Guido Morra ab 1974 erste Erfahrungen als Musiker mit Auftritten im legendären Folkstudio in seiner Heimatstadt. Gemeinsam mit Jazz-Musikern nahm er 1975 sein Debütalbum In una simile circostanza auf. Danach wurde er für mehrere Jahre fester Livemusiker der Band Pooh. Produziert von Red Canzian, begann Togni 1977 die Aufnahmen zu seinem zweiten Album, das jedoch wegen der Schließung des Plattenlabels nie zustande kam. Erst 1979, nach diversen Tourneen mit Pooh, erhielt er einen neuen Plattenvertrag bei CGD. Dort veröffentlichte er 1980 das Album …e in quel momento, entrando in un teatro vuoto, un pomeriggio vestito di bianco, mi tolgo la giacca, accendo le luci e sul palco m’invento… und konnte mit der Single Luna die Spitze der italienischen Charts erreichen.
Nach diesem Erfolg wurde Gianni Togni ein gefeierter Popstar und unternahm auch Tourneen ins Ausland. Weitere erfolgreiche Singles aus dieser Phase waren Semplice (1981), Vivi (1982), Per noi innamorati (1983) und Giulia (1984). 1988 wendete er sich mit dem Album Bersaglio mobile vom Mainstream ab und beendete den Vertrag mit CGD. In den folgenden Jahren entdeckte er sein Interesse für das Musical und betätigte sich als Produzent für aufstrebende Sänger. 1996 kehrte er, nach einigen unabhängigen Veröffentlichungen, zu CGD zurück und meldete sich dort mit dem Best-of Cari amori miei zurück. Für Massimo Ranieri produzierte Togni 1997 das Album Canzoni in corso, außerdem schrieb er die Musik zum Musical Hollywood, ritratto di un divo (mit Ranieri in der Hauptrolle). Selbst veröffentlichte er in jenem Jahr das Album Ho bisogno di parlare, auf dem er erstmals auch die Texte verfasste.
In den 2000er-Jahren schrieb Togni weitere Musicals, darunter G & G über Greta Garbo für das Stockholms Stadsteater (2002), und veröffentlichte vereinzelt noch eigene Musik beim 2002 selbst gegründeten Label Acquarello. 2003 veröffentlichten DJ Lhasa und Gabry Ponte eine erfolgreiche Coverversion von Giulia; 2004 erschien auch ein Remix von Luna durch den italienischen DJ Sander.

## Diskografie

### Alben
| Jahr | Titel Musiklabel | Höchstplatzierung, Gesamtwochen, AuszeichnungChartsChartplatzierungen (Jahr, Titel, Musiklabel, Platzierungen, Wochen, Auszeichnungen, Anmerkungen) | Anmerkungen                                     |
| Jahr | Titel Musiklabel | IT | Anmerkungen                                     |
| ---- | --- | --- | ----------------------------------------------- |
| 1980 | …e in quel momento, entrando in un teatro vuoto, un pomeriggio vestito di bianco, mi tolgo la giacca, accendo le luci e sul palco m’invento… Paradiso/CGD | IT8 (11 Wo.)IT |                                                 |
| 1981 | Le mie strade Paradiso/CGD | IT4 (32 Wo.)IT |                                                 |
| 1982 | Bollettino dei naviganti Paradiso/CGD | IT8 (11 Wo.)IT |                                                 |
| 1983 | Gianni Togni Paradiso/CGD | IT23 (1 Wo.)IT |                                                 |
| 1996 | Cari amori miei CGD | IT25 (6 Wo.)IT | Erstveröffentlichung: 25. März 1996 Kompilation |
| 2019 | Futuro improvviso Acquarello | IT45 (1 Wo.)IT | Erstveröffentlichung: 20. September 2019        |

Weitere Alben
- 1975: In una simile circostanza (It/RCA)
- 1984: Stile libero (Paradiso/CGD)
- 1985: Segui il tuo cuore (Paradiso/CGD)
- 1987: Di questi tempi (Paradiso/CGD)
- 1988: Bersaglio mobile (Paradiso/CGD)
- 1992: Singoli (DSB/Ricordi)
- 1997: Ho bisogno di parlare (CGD)
- 2006: La vita nuova (Acquarello)
- 2015: Il bar del mondo (Acquarello)
- 2016: Canzoni ritrovate (Acquarello)

### Singles (Auswahl)
| Jahr | Titel Album | Höchstplatzierung, Gesamtwochen, AuszeichnungChartplatzierungen (Jahr, Titel, Album, Platzierungen, Wochen, Auszeichnungen, Anmerkungen) | Höchstplatzierung, Gesamtwochen, AuszeichnungChartplatzierungen (Jahr, Titel, Album, Platzierungen, Wochen, Auszeichnungen, Anmerkungen) | Anmerkungen                                               |
| Jahr | Titel Album | IT | CH | Anmerkungen                                               |
| ---- | --- | --- | --- | --------------------------------------------------------- |
| 1980 | Luna …e in quel momento, entrando in un teatro vuoto, un pomeriggio vestito di bianco, mi tolgo la giacca, accendo le luci e sul palco m’invento… | IT1 Platin (2023) · (26 Wo.)IT | CH4 (7 Wo.)CH | B-Seite: Chissà se mi ritroverai Verkäufe: + 100.000      |
| 1981 | Semplice Le mie strade | IT2 (32 Wo.)IT | — | B-Seite: Maperdio 2014 Platz 88 (1 Woche) der FIMI-Charts |
| 1982 | Vivi Bollettino dei naviganti | IT18 (15 Wo.)IT | — | B-Seite: Quella volta che ho bevuto troppo                |
| 1984 | Giulia Stile libero | IT15 Gold (2024) · (5 Wo.)IT | — | Verkäufe: + 50.000; B-Seite: Ti voglio dire               |
| 2004 | Luna (Remix) – | IT37 (1 Wo.)IT | — | Remix durch Sander                                        |

## Belege
1. ↑  Gianni Togni vs. Sander – Luna (Remix) bei Discogs
2. ↑  Chartquellen (Alben):
  - Guido Racca: M&D Borsa Album 1964-2019. Selbstverlag, 2019, ISBN 978-1-09-470500-2, S. 295.
  - Guido Racca & Chartitalia: Top 100 FIMI Album. Lulu, 2013, S. 177.
  - Alben von Gianni Togni. In: Italiancharts.com. Hung Medien, abgerufen am 21. Dezember 2020.
3. ↑  Chartquellen (Singles)
  - Guido Racca: M&D Borsa Singoli 1960-2019. Selbstverlag, 2019, ISBN 978-1-09-326490-6.
  - Guido Racca & Chartitalia: Top 100 FIMI Singoli. Lulu, 2013.
4. 1 2  Certificazioni. FIMI, abgerufen am 14. Oktober 2024 (italienisch).
5. ↑  Archivio classifiche Top Singoli. FIMI, abgerufen am 14. Oktober 2024 (italienisch).

| Personendaten    | Personendaten         |
| ---------------- | --------------------- |
| NAME             | Togni, Gianni         |
| ALTERNATIVNAMEN  | Luna, Gianni          |
| KURZBESCHREIBUNG | italienischer Musiker |
| GEBURTSDATUM     | 24. Juli 1956         |
| GEBURTSORT       | Rom                   |